# Navalla recta
La navalla recta, (Ensis siliqua) és una espècie de mol·lusc bivalve de la família Pharidae que es troba a tota la Mediterrània.

## Morfologia
La conquilla és de color blanquinós a beix a l'exterior, ornamentada exteriorment de taques i bandes marrons a vermelloses, amb un periostracum llustrós, marró olivaci. L'Interior és blanquinós a gris blau clar.
La mida màxima de 23 cm, en general mesura entre 12 i 15 cm. La conquilla és rectangular, amb les vores dorsal i ventral subrectilínies. El marge anterior està truncat, una mica oblic, sense presentar cap depressió dorsoventral just abans dels ganxos. El lligament s'estén fins a un quart de la longitud de la vora dorsal. La xarnera té dues dents cardinals i dues laterals a la valva esquerra, una cardinal i una lateral a la valva dreta.

La impressió del múscul adductor anterior és una mica obliqua en referència a la vora dorsal de la conquilla, ultrapassant clarament enrere la zona del lligament. La impressió de l'adductor posterior està allunyada del sinus pal·lial una distància igual a la seva pròpia amplada.

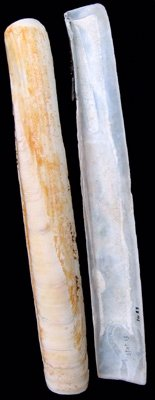
Navalles rectes de la Mar del Nord.

## Comportament
S'enterra als fons sorrencs nets o fangosos de la zona infralitoral, viu fins als 70 m de fondària.

## Reproducció
Espècie de reproducció ovípara, de sexes separats.

## Alimentació
Alimentació suspensívora.

## Distribució geogràfica
Es troba a tot el Mediterrani (incloent-hi la mar Negra) i a l'Atlàntic (de Noruega i la mar Bàltica fins al Marroc).

## Pesca
De carn bastant apreciada, i com altres espècies del mateix grup, presenten un cert interès econòmic.
Pesca artesanal amb arrossegament, dragues o a mà amb ganxos. Es troba ocasionalment als mercats i es comercialitza fresc.
No n'està regulada la pesca ni té talla mínima legal.